# Tragflügelboot

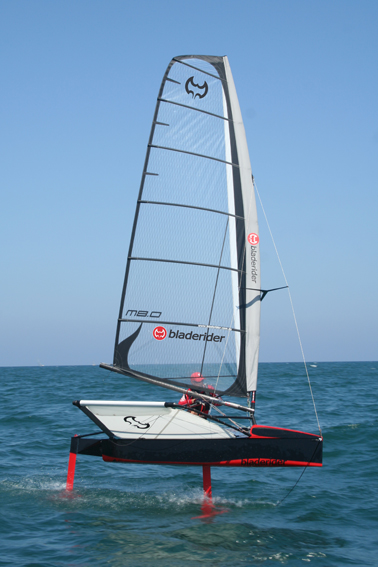
International Moth Class mit Hydrofoils, die ab 2000 als Weiterentwicklung bei der Bootsklasse Einzug hielten

Ein Tragflügelboot oder Tragflächenboot ist ein Hochgeschwindigkeitswasserfahrzeug, das bei steigender Geschwindigkeit mittels des dynamischen Auftriebs unter Wasser liegender Tragflügel (Hydrofoils) während der Fahrt angehoben wird. Dadurch berührt der Rumpf nicht mehr das Wasser. Das Fahrzeug „schwebt“ über der Wasseroberfläche. Da sich dann nur ein kleiner Teil des Fahrzeugs (Tragflügel und Ruderblatt sowie ggf. Vortriebselement (Propeller oder Jet)) unterhalb der Wasseroberfläche befindet, werden die Verdrängung und der Reibungswiderstand deutlich reduziert. Dadurch wird bei gleicher Antriebsleistung eine höhere Geschwindigkeit erreicht.

## Geschichte (1900–1934)

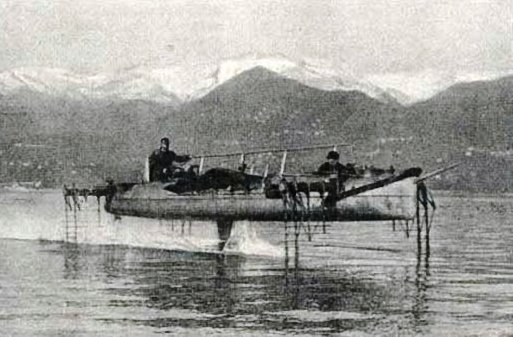
Eines der ersten Tragflügelboote (Ing. Enrico Forlanini, 1910)

Die Entwicklung der Tragflügelboote begann um 1900, wobei es bereits vorher Ideen dazu gab. Kurz nach 1900 beschäftigte sich der italienische Luftschiffkonstrukteur Enrico Forlanini (1848–1930) mit der Entwicklung von Flugbooten. Daraus entstand das erste einsatzfähige Tragflügelboot, gebaut 1906, als dessen Erfinder er allgemein gilt. Er überquerte damit den Lago Maggiore und erreichte mit seinem propellergetriebenen Tragflügelboot eine Geschwindigkeit von 38 Knoten (rund 70 km/h). Aufgrund seiner Verdienste wurde der Flughafen Mailand-Linate nach ihm benannt.
Zu dieser Zeit, im März 1906, beschrieb der amerikanische Tragflügelbootpionier William E. Meacham in einem wissenschaftlichen Beitrag das Grundprinzip der Tragflügelboote. Daraufhin beschäftigte sich der amerikanische Erfinder A. G. Bell ab 1908 ebenfalls mit dieser Technologie und stellte 1919 nach mehreren Versuchsbooten ein erstes verwendbares Tragflügelboot (Bell HD-4) vor.
In England beschäftigte sich der englische Schiffbauer John Isaac Thornycroft im Rahmen von militärischen Anwendungen ebenfalls mit dieser Technologie. Er hatte an der Universität von Glasgow bei Lord Kelvin und Professor William John Macquorn Rankine studiert und war sehr erfolgreich in der Konstruktion und Antrieb von Torpedobooten der Royal Navy. Er experimentierte mit den Elementen der Tragflügelboote, um die Geschwindigkeit seiner Torpedoboote zu erhöhen.
In Deutschland beschäftigte sich Hanns Schertel von Burtenbach seit 1919 mit Tragflächenbooten, sein Ziel war der schnelle Personentransport auf dem Wasser. Sein größter Erfolg war eine Demonstration für die Köln-Düsseldorfer Deutsche Rheinschiffahrt AG mit seinem achten Versuchsboot Silbervogel. Mit diesem Boot und sieben Passagieren führte er im April 1934 eine erfolgreiche Demonstrationsfahrt von Mainz nach Köln und zurück durch. Das Boot hatte eine Leistung von 50 PS und erreichte eine Geschwindigkeit von 55 km/h. Mit Geschwindigkeiten über 100 Kilometern pro Stunde gewann Fritz von Opel am 14. Juli 1927 mit dem Tragflügelboot OPEL II die „Trophée de Paris“ auf der Seine.
In der Sowjetunion begann man sich um 1930 mit den theoretischen Grundlagen der Hydrodynamik von Unterwassertragflügeln zu beschäftigen und erste Versuchsboote entstanden. 1941/42, also im Krieg, beschäftigte sich Rostislaw J. Alexejew, der als „Vater des sowjetischen Tragflügelboots“ gilt, mit der Entwicklung eines Stabilisierungssystems und baute 1943 ein Versuchsboot, welches jedoch die Erwartungen noch nicht erfüllte.

## Weitere Entwicklung und heutige Verwendung
Die Gebrüder Sachsenberg übernahmen 1940 das Gelände der Schlosswerft in Hamburg-Harburg und bauten hier die mit Schertel neu entwickelten Tragflügelboote unterschiedlicher Größe von 5 bis 100 Tonnen für die Kriegsmarine und das Heer. Die Gruppe um Schertel und seinen Partner, Chefkonstrukteur Karl Johann Büller, führte diese Entwicklungen nach dem Krieg in der Schweiz als Supramar AG weiter, was zur Entwicklung des ersten kommerziellen Tragflügelbootes PT-10 führte, das 1953 auf dem Lago Maggiore in Dienst gestellt wurde. Sie vergaben die Lizenz für den Bau von Booten nach ihrer Konstruktion dann an die Cantieri Navali Rodriquez in Messina (Italien). Etwas später entstanden ähnliche Konstruktionen auch in der Sowjetunion und den USA.

### Passagiertransport mit Tragflügelkonzepten
Zwischen 1974 und 1985 stellte Boeing etwa 30 Passagierschiffe vom Typ Boeing 929 her, die auf Tragflügeln eine Reisegeschwindigkeit von 80 km/h erreichten.

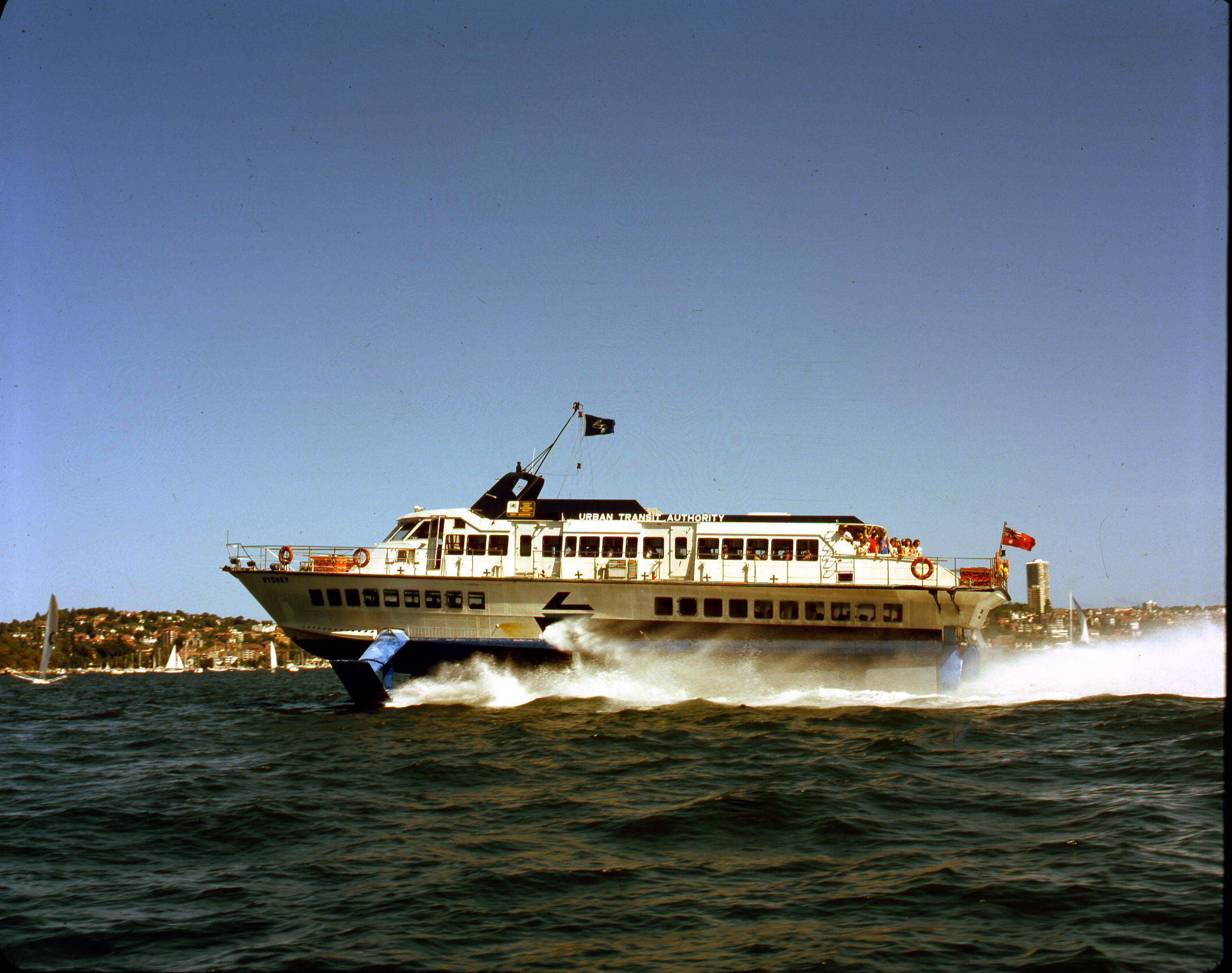
Tragflügel-Passagier-Fährschiff in Sydney
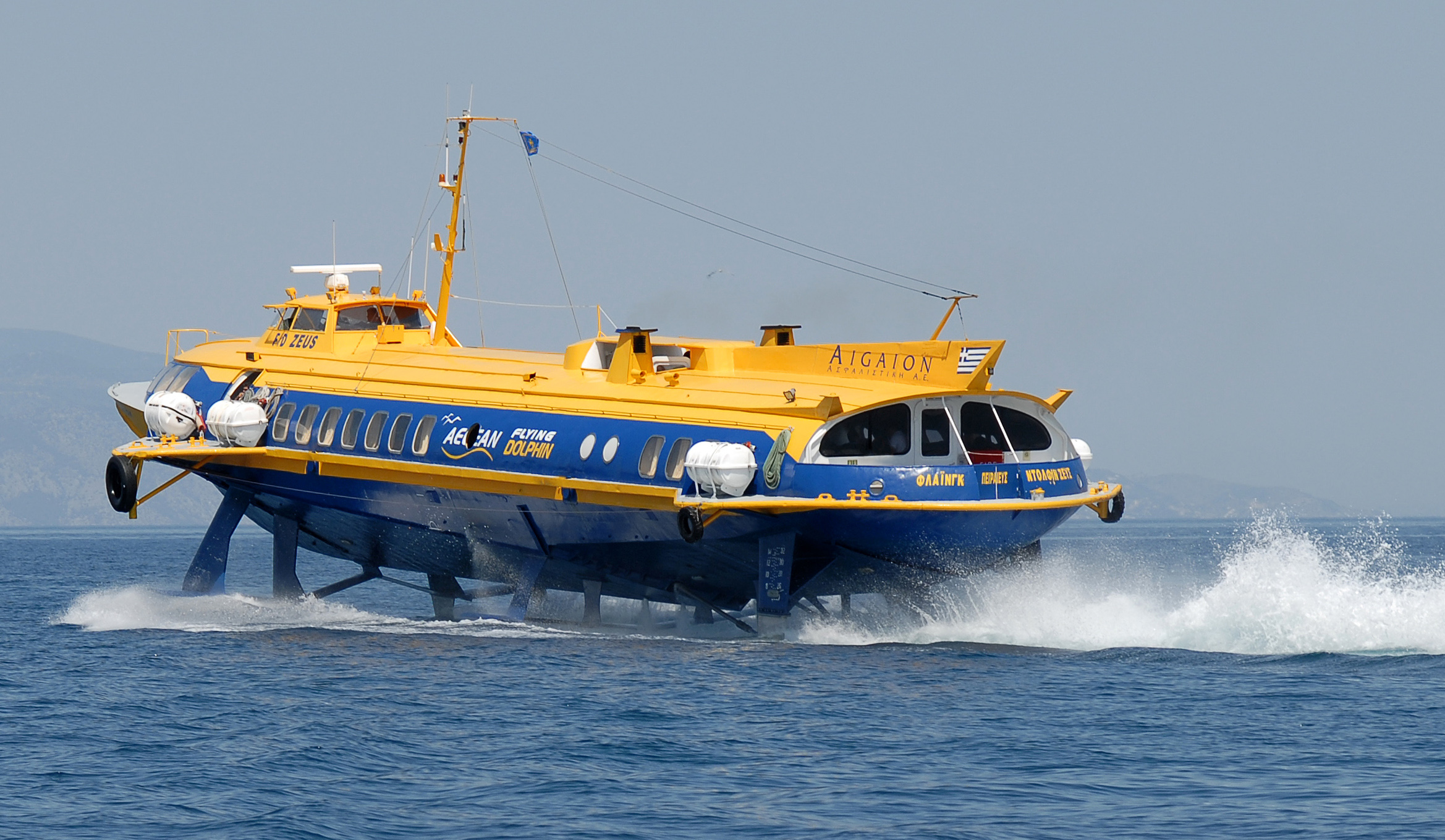
Passagier-Tragflügelboot Typ Kometa der „Aegean Flying Dolphins“  bei Piraeus
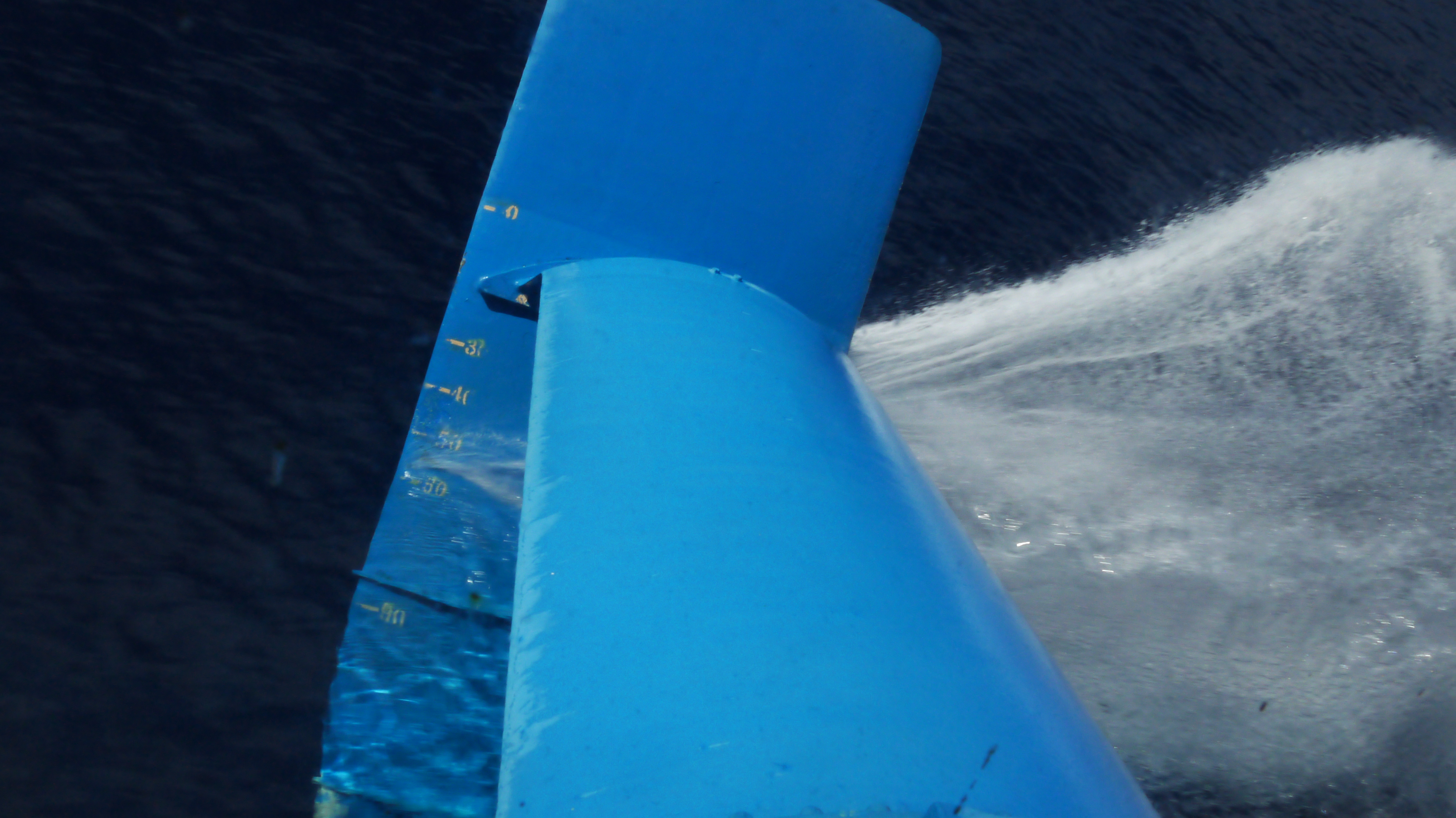
Tragflügel der Eraclide (Liberty Lines) bei Reisegeschwindigkeit

Tragflügelboote werden heute hauptsächlich für die Personenbeförderung auf Flüssen, z. B. in Russland, zum Transfer zwischen dem Festland und Inseln und zwischen Inselgruppen, etwa von der italienischen Reederei Liberty Lines, eingesetzt. Auch militärische Projekte wurden erfolgreich in mehreren Staaten umgesetzt; inzwischen sind sie weitgehend ausgemustert und gegen einfacher konstruierte Fahrzeuge mit größerer Tragfähigkeit ersetzt worden. Wegen der Empfindlichkeit der Tragflächensysteme gegen hohe Wellen und der Unfähigkeit, mit niedrigen Geschwindigkeiten operieren zu können, haben sich Tragflächenboote für die militärische Nutzung als weniger brauchbar erwiesen.

### Segelboote mit Tragflügelkonzepten
Es existieren auch Tragflügelboote mit Segelantrieb (z. B. Hydroptère oder Boote der International Moth Class). Die Vestas Sailrocket wurde mit Tragflügeln dafür gebaut, den Geschwindigkeitsrekord für Segelboote zu übertreffen. Sie erreichte im November 2011 unter optimalen Umständen eine Geschwindigkeit von mehr als 120 km/h.

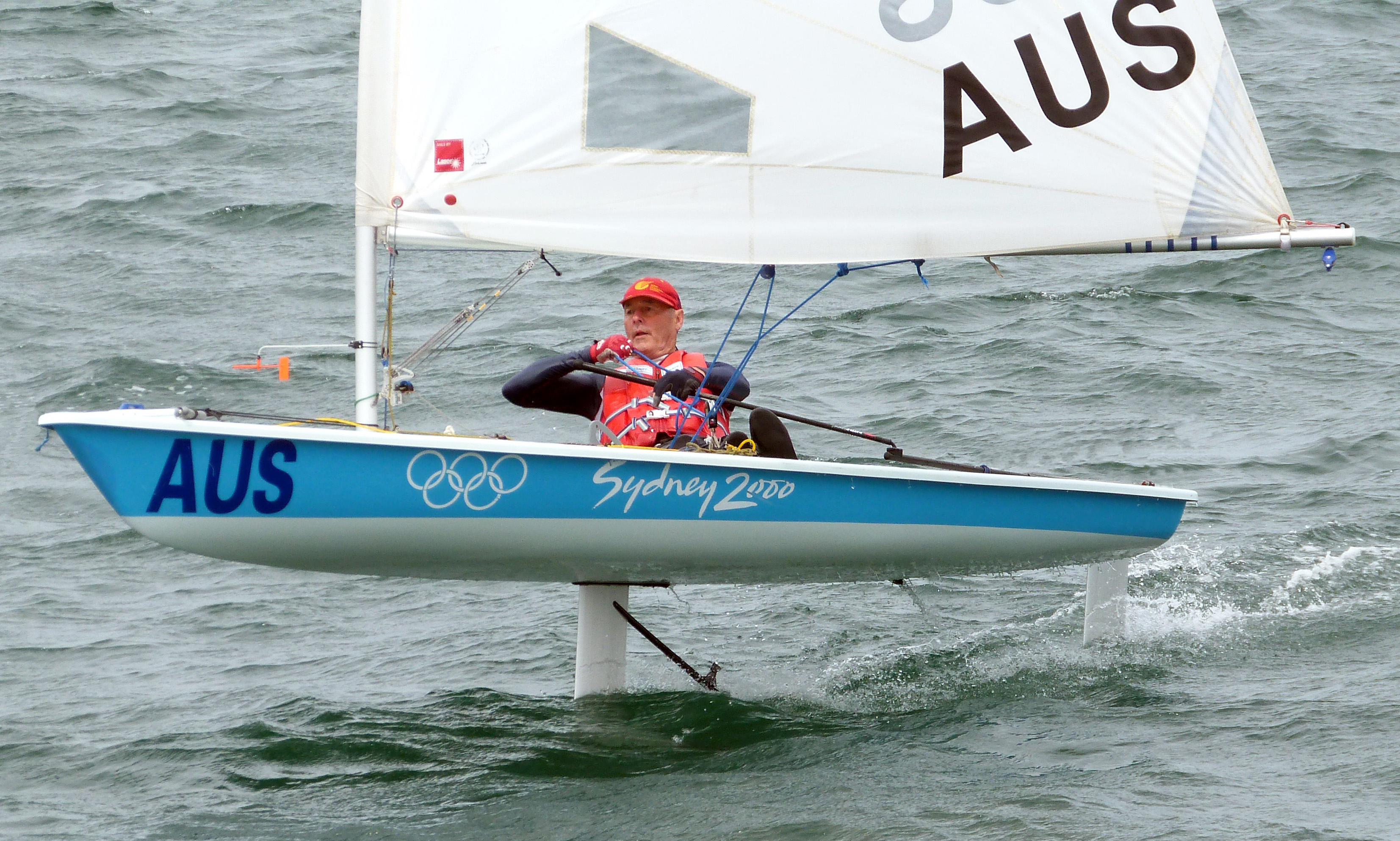
Segelboot, Typ Laser-Jolle mit Tragflächen.
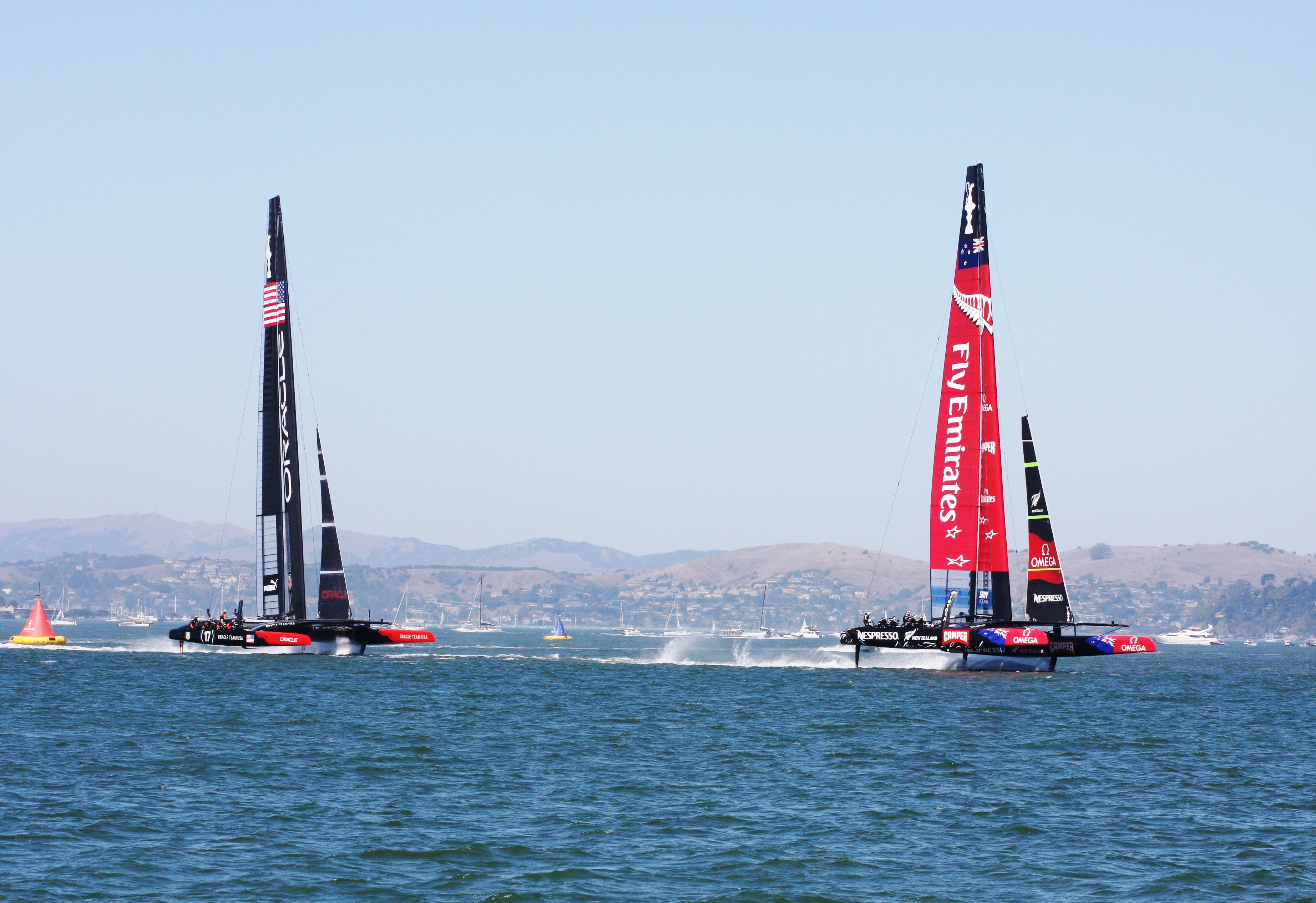
America’s-Cup-Boote der AC-72-Klasse mit Foils (2013).

2013 wurden erstmals bei einem America Cup Unterwasserflügel, sogenannte Hydrofoils oder kurz Foils, verwendet. Beim 35. America’s Cup 2017 wurden alle Katamarane mit Foils ausgestattet. Ruder und Foils werden durch Hydraulik mittels der Grinder angetrieben.
2016 sind sieben Boote bei der Weltumseglung Vendée Globe erstmals mit Hydrofoils ausgestattet gewesen. Die Boote der ersten drei Plätze segelten alle mit Foils. Sieger im Rennen 2016/2017 war Armel Le Cléac’h (BANQUE POPULAIRE VIII) in der Rekordzeit von 74 Tagen, 3 h, 35 min und 46 s.

### Foilboards beim Kitesurfen und Wingsurfen

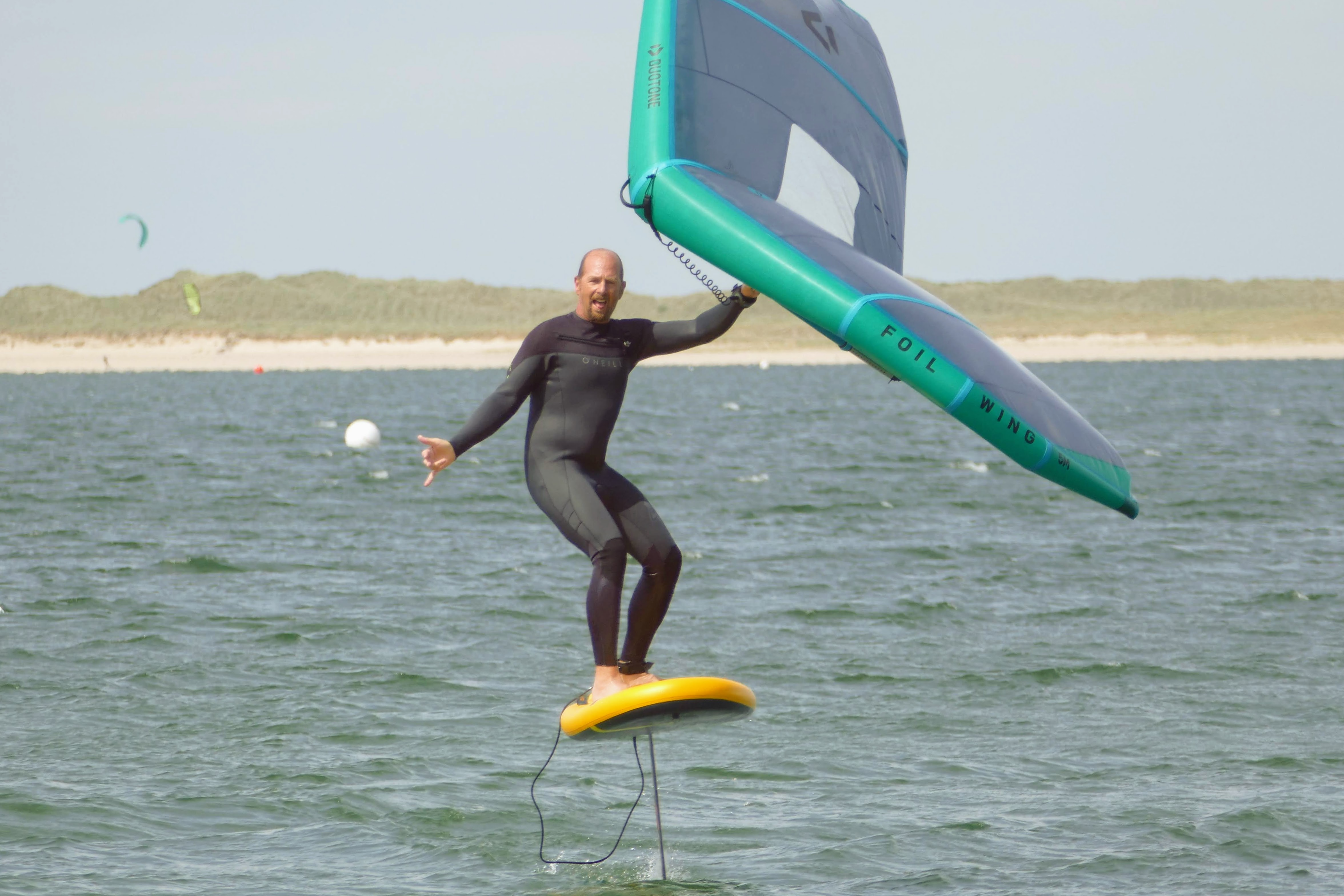
Wingfoilen

Beim Kitesurfen – dem Fahren auf einem Surfbrett oder Wakeboard mit Antrieb durch einen Lenkdrachen (engl. „kite“) – werden auch Foils eingesetzt, siehe Kitesurfen#Foilboard. Ebenso werden beim Wingsurfen (auch Wingfoilen genannt) Foilboards mit einer Tragflügelkonstruktion verwendet.

### Elektrisch angetriebenes Tragflügelbrett

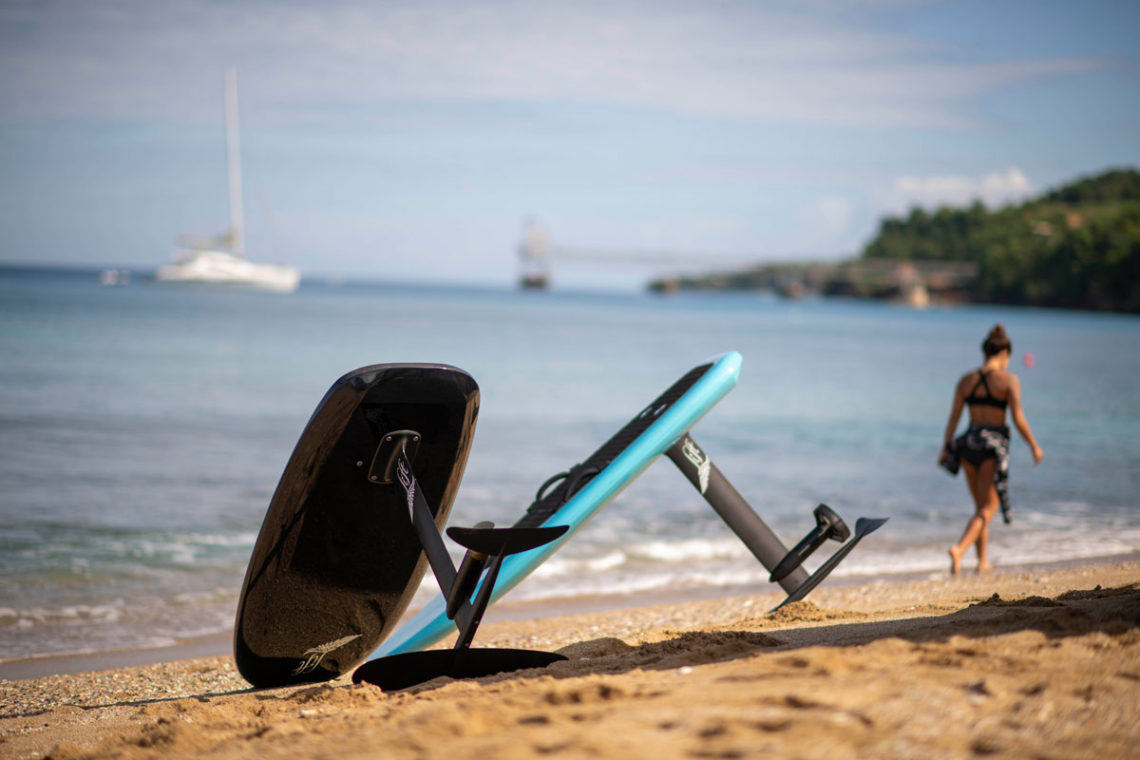
Manntragende eFoils mit Unterwasserflügel (Februar 2021)

2021 kamen eFoils auf: Eine Person steht oder liegt angeleint und mit Handsender zur Funkfernsteuerung für die Motorleistung auf einem aufblasbaren oder starrem Board, das auch einen LiIon-Akku enthält. Hecknah führt ein Schwert nach unten ins Wasser, relativ tief daran sitzt der Antriebsmotor mit Schubpropeller, ganz unten eine gepfeilte Tragfläche. Der Unterwasserteil kann in zwei flache Elemente zerlegt werden, die in einen Transportkoffer passen. Der Fahrer reguliert die Motorleistung so hoch, bis die Unterseite des Boards aus dem Wasser steigt. Durch Gewichtsverlagerung kann – bei ausreichend Geschick und Übung – die Flugtiefe der Tragflächen reguliert und Einkurven gesteuert werden.

### Tragflügelboote mit Elektroantrieb
Die in Collonges, Schweiz ansässige Werft MobyFly testete 2023 auf dem Genfersee ihr erstes elektrisches Tragflügelboot, das rund 70 km/h schnell fährt. Geplant sind drei Größen für 20, 60 und 300 Passagiere Tragkraft.
Die schwedische Firma Candela Technology AB stellt elektrisch angetriebene Tragflügelboote für den Freizeiteinsatz und für den öffentlichen Fährverkehr her. Die erste Doppelrumpffähre des Typs Candela P-12 ist seit Oktober 2024 auf der Ekerölinie in Betrieb.

## Bauarten
Man unterscheidet drei Bauweisen von Tragflächenbooten, mit unterschiedlichen Verfahren der Auftriebsregelung:
Leitertyp
Eine Reihe von waagerechten Tragflächen ist zwischen senkrechten, am Rumpf befestigten Holmen eingezogen. Bei zunehmender Geschwindigkeit hebt sich eine Fläche nach der anderen aus dem Wasser, weil der – immer der Gewichtskraft entsprechende – Auftrieb mit immer geringerer Fläche erzeugt werden kann. Die Größe der aktiven Tragfläche wird sozusagen in Stufen geregelt.
teileingetauchter Typ (auch U-Typ, V-Typ)
Einfach oder mehrfach geknickte Tragflächen (also in V- oder U-Form) sind mit senkrechten oder radialen Streben am Rumpf befestigt. Die Größe der aktiven Tragfläche ändert sich stufenlos mit dem Ein- oder Austauchen.
voll eingetauchter Typ (auch T-Typ)
Waagerechte Flächen sind mit verstellbarem Anstellwinkel an ein oder mehreren senkrechten Holmen montiert. Die Winkel werden permanent aktiv nachgeregelt, sodass die Flächen immer voll eingetaucht bleiben und eine konstante Tiefe halten.
Der Leitertyp hat sich nie durchgesetzt. Die teileingetauchte Bauweise, nach der auch hunderte sowjetische Fähr- und Militärfahrzeuge gebaut wurden, wird heute zunehmend von der aufwendigeren, aber effizienteren voll eingetauchten Bauweise abgelöst.

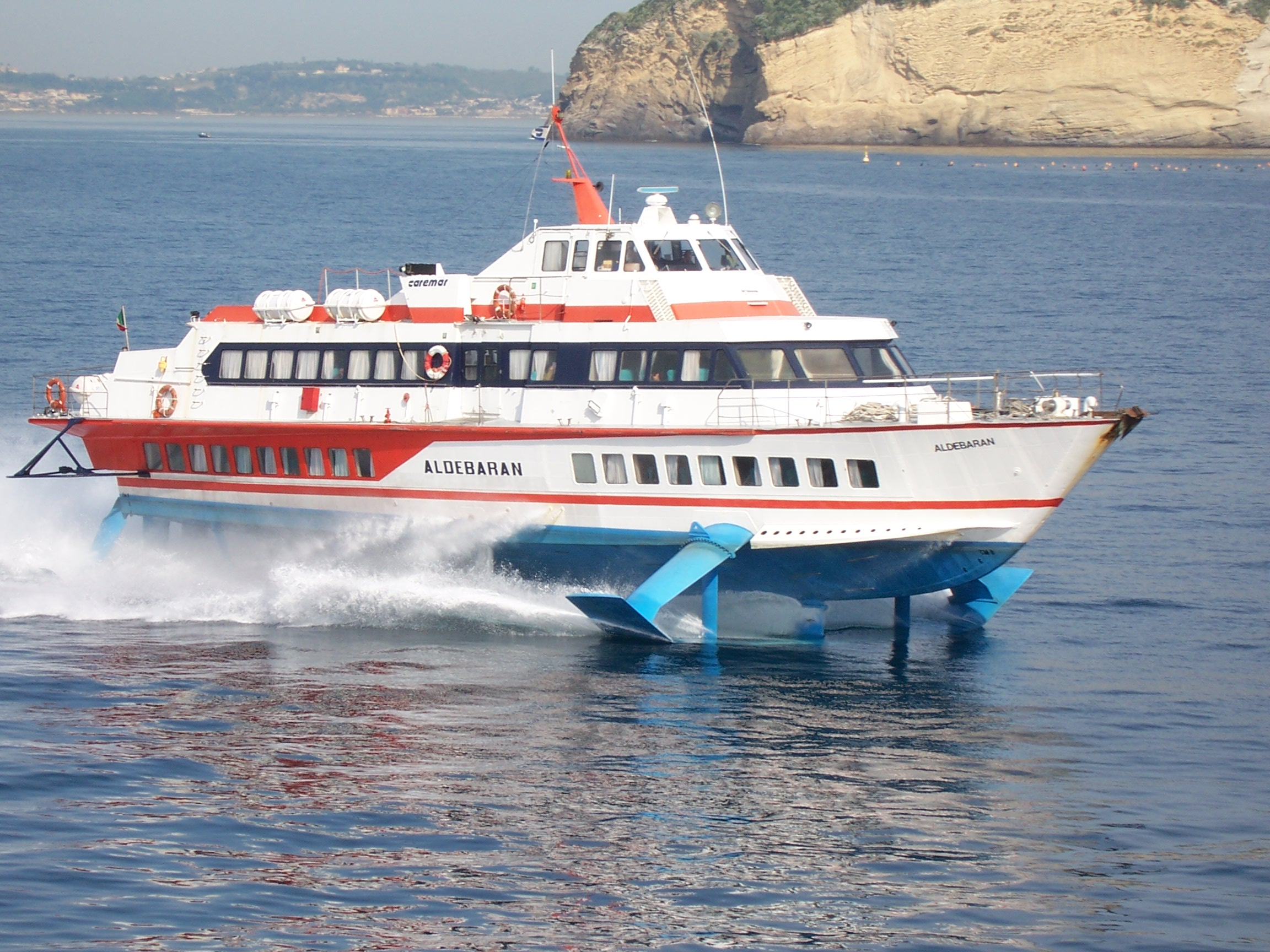
Tragflächenboot mit U-Flächen (Film, Konstruktionsvorstellung Niederlande)
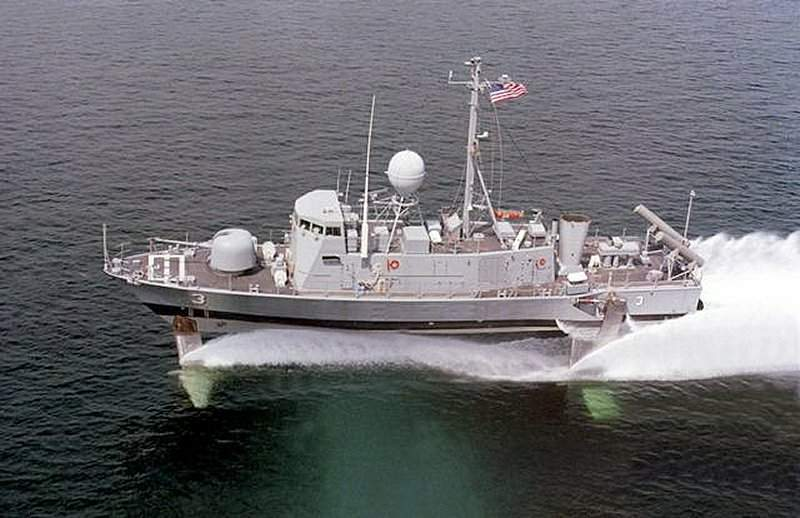
Tragflächenboot mit V-Flächen (Passagierboot)
- Tragflächenboot mit T-Flächen (Militärboot)

Heute werden Tragflächenboote fast ausschließlich zum Transport von Fahrgästen eingesetzt. Dabei kommen häufig amerikanische oder in Lizenz in der VR China gefertigte Boeing Hydrofoils zum Einsatz, die auf dem Prinzip der voll eingetauchten Tragflächen beruhen. Ebenfalls große Verbreitung haben die russischen bzw. ukrainischen Typen „Raketa“ „Woschod“ und „Kolchida“ gefunden, die auf dem Prinzip der teileingetauchten Tragflächen beruhen. Sie sind durch eine besonders einfache und robuste Bauweise gekennzeichnet. Die italienische Rodriquez-Werft stellt Passagier-Tragflügelboote vom V-Typ „Foilmaster“ her, die hauptsächlich im Küstenverkehr des Mittelmeers Verwendung finden.
Inzwischen sind verschiedene Designer mit hybriden Konzepten, bei denen konventionelle Rümpfe zur Erhöhung der Fahrtgeschwindigkeit mit Tragflächen ausgestattet wurden, aufgetreten. Das bekannteste Konzept dieser Art ist „Hysucat“ aus Südafrika, bei dem am Vorschiff zwischen den Rümpfen eines Katamarans eine starre ungeregelte Tragfläche montiert wird. Es wurde 2006 bei mehr als zwanzig Neubauten erfolgreich angewandt, die bei gleichbleibender Motorleistung ihre Reisegeschwindigkeit um mehr als 15 % steigern konnten. Bei einigen T-Typen erfolgt die Anstellung direkt mechanisch, wobei der Rumpf ähnlich einem Stufenrumpf zweigeteilt ist und mit einem Knickscharnier ausgestattet ist. Wenn der vordere Teil bei steigender Geschwindigkeit aufgleitet, zieht er den hinteren Rumpf vorne hoch und stellt damit die daran befestigte Tragfläche an.
Auch das von 2007 bis 2012 schnellste windgetriebene Wasserfahrzeug, die Hydroptère, ist ein Trimaran mit Typ-V-Tragflächen.